# Крейвен-охотник (фильм)
«Кре́йвен-охо́тник» (англ. Kraven the Hunter) — американский супергеройский фильм, основанный на комиксах издательства Marvel Comics о Крейвене-охотнике. Создан Columbia Pictures в сотрудничестве с Marvel. Шестой и заключительный фильм медиафраншизы «Вселенная Человека-паука от Sony». Режиссёром выступил Джей Си Чендор, сценаристами — Арт Маркам, Мэтт Холлоуэй и Ричард Уэнк. Главную роль исполнил Аарон Тейлор-Джонсон; во второстепенных ролях отметились Ариана Дебос, Рассел Кроу, Фред Хехингер и Алессандро Нивола.
Sony заинтересовалась в создании сольного фильма о Крейвене-охотнике в рамках своей общей вселенной в 2017 году. В августе 2018 года Уэнк приступил к разработке сценария; позже к нему подключились Маркам и Холлоуэй. В августе 2020 года Чендор вёл переговоры о должности режиссёра и в мае 2021 года официально получил её, тогда как Тейлор-Джонсону досталась главная роль. Ещё несколько актёров присоединились к проекту в начале 2022 года. Съёмки проходили с конца марта по середину июня 2022 года в Лондоне, Англия. Некоторые сцены снимались в Исландии и Глазго.
После двухлетней задержки «Крейвен-охотник» вышел в США 13 декабря 2024 года. Прокат фильма обернулся кассовым провалом: он собрал всего 61 миллион долларов при бюджете от 110 до 130 миллионов. «Крейвен-охотник» получил в основном негативные отзывы: сценарий и визуальные эффекты подверглись резкой критике, однако боевые сцены и актёрская игра Тейлора-Джонсона были отмечены положительно.

## Сюжет
После смерти матери, Сергея Кравиноффа и его единокровного брата Дмитрия забирает их отец Николай, чтобы подготовить к участию в операциях по незаконному обороту наркотиков. Во время охоты в Африке Сергей получает смертельное ранение, защищая своего брата от нападения льва. На пороге смерти его находит девушка по имени Калипсо, которая, будучи предупреждена своей бабушкой о том, что она вмешается в несчастный случай и наделит его жертву великой силой, вводит ему сыворотку и зовёт на помощь, оставив после себя единственную карту Таро. Когда Николай рассказывает, что убил льва, чтобы преподать урок своим сыновьям, Сергей, обнаружив, что его физические данные приобрели звериную силу, испытывает отвращение к действиям отца и бежит в тайное убежище, принадлежащее его матери.
Годы спустя Сергей, теперь известный как Крейвен, работает наёмным убийцей, устраняя преступников из своего списка. После убийства торговца оружием в российской тюрьме Крейвен отправляется в Лондон на день рождения Дмитрия. Не в силах заснуть в ту ночь, он отправляется на прогулку, в результате чего Дмитрий попадает в плен к группе наёмников. Когда Николай отказывается платить выкуп, Крейвен разыскивает Калипсо, которая теперь работает адвокатом, и убеждает её помочь выследить похитителей его брата.
Тем временем к Дмитрию обращается босс его похитителей Алексей Сицевич, наёмник, который принимал участие в эксперименте, давшем ему силу и твёрдый, как скала, облик носорога, и предлагает захватить Николая, но тот отказывается предавать своего отца. Обнаружив связь Крейвена с Дмитрием и опасаясь, что тот может прийти за ним, Алексей заманивает его в заброшенный монастырь в Турции, но Крейвен выживает после покушения. Затем к Алексею обращается Иностранец, наёмный убийца, который использует зрительный гипноз для дезориентации своих целей, с предложением убить Крейвена, изучая его манеру атаки в течение многих лет.
Проследив за Крейвеном и Калипсо до его убежища и используя Дмитрия в качестве приманки, Алексей и Иностранец устраивают засаду на Крейвена, когда он пытается убить их. Накачав его смертельным нейротоксином, Иностранец безжалостно избивает его и собирается застрелить, но неожиданно появившаяся Калипсо убивает Иностранца и оживляет Крейвена. Затем Крейвен использует паническое бегство водяных буйволов, чтобы заманить Алексея в ловушку и, несмотря на то, что он превратился в Носорога, он убивает его в возникшем хаосе.
Поняв, что именно Николай выдал Алексею информацию о его существовании, Крейвен выслеживает своего отца в сибирском лесу в поисках ответов; Николай рассказывает о том, что знал, что Алексей нацелился на него, и, понимая, что никогда не сможет напрямую убедить сына выполнить грязную работу, отправил его своим путём, зная, что параноик Алексей нанесёт удар первым. Крейвен отказывается убивать своего отца, но выводит из строя его оружие, чтобы его убил дикий медведь. Однако Дмитрий, получивший способности к превращению от  доктора, который также проводил эксперименты на Алексее, обнаруживает это и отрекается от Крейвена, заявляя, что, несмотря на его заявления о моральном превосходстве, они с Николаем были одинаковыми: охотниками на крупную дичь, которые искали свой следующий великий трофей.

## В ролях
- Аарон Тейлор-Джонсон — Сергей Кравинофф / Крейвен-охотник: охотник на крупную дичь[6][7]. Тейлор-Джонсон описал своего персонажа как «любителя животных» и «защитника мира природы»[8], однако позднее уточнил, что он будет всё тем же «охотником, которого все хотят увидеть»[9]. Леви Миллер исполнил роль юного Сергея[10].
- Ариана Дебос — Калипсо Эзили: адвокат и возлюбленная Крейвена[11][12].
- Фред Хехингер — Дмитрий Кравинофф / Хамелеон: единокровный брат Крейвена и мастер подражания голосам[13][14].
- Алессандро Нивола — Алексей Сицевич / Носорог: русский преступник и конкурент Николая Кравиноффа, способный превращаться в носорогоподобное существо[15][16].
- Кристофер Эбботт — Иностранец: наёмник и аттентат[17].
- Рассел Кроу — Николай Кравинофф: отец Крейвена и беспощадный криминальный авторитет[18][15][16].

## Производство

### Разработка
Крейвен-охотник должен был появиться в четвёртом фильме режиссёра Сэма Рэйми о Человеке-пауке, однако картина была отменена в 2010 году в пользу перезапуска франшизы. В декабре 2013 года компания Sony Pictures, анонсируя фильм «Новый Человек-паук: Высокое напряжение» (2014), объявила о планах по созданию «совместной вселенной» на основании комиксов Marvel Comics. В фильме упоминался персонаж Крейвен-охотник, а режиссёр «Нового Человека-паука» Марк Уэбб выразил интерес в том, чтобы он появился в фильме. В феврале 2015 года компании Sony и Marvel Studios объявили о начале партнёрства, в рамках которого началась работа над фильмом «Человек-паук: Возвращение домой» (2017), а также над объединением вселенной Человека-паука и «Кинематографической вселенной Marvel» (КВМ). В мае 2017 года компания Sony объявила о создании «Вселенной Человека-паука от Sony» (SSU). По замыслу Sony, «Крейвен-охотник» должен был стать «дополнением» к фильмам КВМ о Человеке-пауке, в котором будут представлены связанные с Человеком-пауком персонажи, начиная с фильма «Веном» (2018). Студия рассматривала возможность создания фильма о Крейвене в рамках SSU. Во время разработки фильма КВМ «Чёрная пантера» (2018) режиссёр Райан Куглер надеялся включить Крейвена-охотника в фильм из-за сцены в комиксе Кристофера Приста «Чёрная пантера», где Т’Чалла / Чёрная пантера сражается с Крейвеном, однако Marvel Studios уведомила Куглера, что права на Крейвена-охотника принадлежат Sony, поэтому у них нет разрешения на его использование в фильмах КВМ.
Для написания сценария к фильму «Крейвен-охотник» был заключён контракт с Ричардом Уэнком. Проект был заявлен как «следующая глава» общей вселенной Sony. Перед Уэнком стояла задача представить зрителям Крейвена и выяснить, на кого из персонажей он сможет охотиться в фильме, поскольку Человек-паук, считавшийся в комиксах «белым китом» Крейвена, имеет малую вероятность на появление из-за сделки с Marvel Studios. По словам Уэнка, Sony планировала адаптировать сюжет серии комиксов Kraven’s Last Hunt. В октябре Уэнк заявил, что «взломал» сюжет и тон фильма ещё до начала работы над сценарием. Он намеревался придерживаться истории персонажа в соответствие комиксам, в том числе показать, как Крейвен-охотник сражается с Человеком-пауком. Уэнк выразил заинтересованность в том, чтобы к фильму присоединился режиссёр фильма «Великий уравнитель» (2014) Антуан Фукуа; Фукуа рассматривал возможность постановки фильма «Морбиус» (2022), основанного на комиксах Marvel, и на основе сценария решил стать режиссёром «Крейвена-охотника». В марте 2019 года Sony подтвердила, что фильм о Крейвене находится в разработке.
Джон Уоттс, режиссёр фильма «Человек-паук: Возвращение домой» (2017) и его сиквела «Человек-паук: Вдали от дома» (2019), выразил заинтересованность в участии Крейвена-охотника в третьем фильме о Человеке-пауке, действие которого происходит в КВМ; Уоттс представил фильм, в котором Питер Паркер / Человек-паук (Том Холланд) противостоит Крейвену, но от этой идеи отказались в пользу сюжета фильма «Человек-паук: Нет пути домой» (2021). К августу 2020 года Арт Маркам и Мэтт Холлоуэй переписали сценарий после аналогичной работы над «Морбиусом», где они не были указаны в титрах. Джей Си Чендор начал переговоры о постановке фильма, а Мэтт Толмак и Ави Арад были назначены продюсерами. Эми Паскаль также выступает продюсером фильма. В мае 2021 года режиссёром фильма был назначен Джей Си Чендор, а Аарон Тейлор-Джонсон был утверждён на главную роль. Компания Sony ранее обращалась к таким актёрам, как Брэд Питт, Киану Ривз, Джон Дэвид Вашингтон и Адам Драйвер, но руководство Sony быстро приняло решение утвердить на главную роль Тейлор-Джонсона после «потрясных» ранних кадров с его участием в фильме «Быстрее пули» (2022). Тейлор-Джонсон начал переговоры после первого телефонного разговора с Чендором. К июлю сообщалось, что Джоди Тёрнер-Смит ведёт переговоры о получении роли возлюбленной Крейвена, Калипсо.

### Подготовка
В начале февраля 2022 года Расселл Кроу получил неназванную роль. Издание The Hollywood Reporter заметило, что большую роль в фильме будут играть члены семьи Крейвена, в связи с чем предположило, что Кроу сыграет отца Крейвена. К тому моменту Коди Смиту-Макфи была предложена роль Хамелеона, неполнородного брата Крейвена, но он отказался из-за съёмочных конфликтов. Также было подтверждено, что Тёрнер-Смит не будет играть Калипсо. Позднее в феврале к актёрскому составу присоединился Фред Хехингер, предположительно с ролью Хамелеона. В марте Ариана Дебос, по слухам, получила роль Калипсо, Алессандро Нивола получил роль злодея, а Кристофер Эбботт — главного злодея. Позднее появились слухи о том, что Эбботт играет Иностранца. Нивола сказал, что присоединился к проекту, чтобы вновь поработать с Чендором после фильма «Самый жестокий год» (2014). Тейлор-Джонсон готовился к исполнению трюков, тренируясь вместе с Чендором в Англии, недалеко от Лондона, в течение нескольких недель.

### Съёмки
В начале февраля 2022 года съёмки прошли в Исландии на озере Миватн под рабочим названием «Сафари». Компания TrueNorth Productions предоставила услуги для работы. Команда из 80 человек была задействована в съёмках более двух дней. Съёмочный период начался 20 марта 2022 года в Лондоне, Англия, под рабочим названием «Спираль». Оператором стал Бен Дэвис, ранее работавший над несколькими фильмами КВМ. Леви Миллер присоединился к актёрскому составу в апреле, а спустя месяц Дебос подтвердила, что исполняет роль Калипсо. В середине июня Тейлор-Джонсон сказал, что уже завершил съёмки, и что фильм снимался на открытой местности. Это, по его словам, «добавило нечто прекрасное» в его личную историю, актёр назвал этот элемент важным для подлинности персонажа. Нивола также завершил свои съёмки и сказал, что физические способности его персонажа в фильме стали более приземлёнными, в то же время Чендор описал это решение как изображение «самого невероятного олимпийского атлета в вашей жизни». Также съёмки проходили в городе Глазго, Шотландия.

### Постпроизводство
В августе 2022 года Нивола раскрыл, что в фильме будет присутствовать скачок во времени, а в третьем акте его персонаж физически преобразится, причём для этого не будут использованы визуальные эффекты. Он описал свою роль как «классического злодея» со «сложной психологией и личной историей». В следующем месяце Хехингер подтвердил информацию о том, что он сыграл Дмитрия Смердякова / Хамелеона. Позднее в сентябре премьера фильма была перенесена на 6 октября 2023 года. В апреле 2023 года было подтверждено, что Кроу и Нивола сыграли отца Крейвена и Носорога соответственно. Ассоциация кинокомпаний присвоила фильму рейтинг R: это первая картина во Вселенной Человека-паука от Sony с таким рейтингом. В июле премьера была перенесена на 30 августа 2024 года в связи с забастовкой SAG-AFTRA. В августе 2023 года были утверждены финальные авторские кредиты фильма: Вэнк получил единоличное упоминание за сюжет и разделил авторство сценария с Маркумом и Холлоуэем, в то время как дополнительный литературный вклад был приписан Донни Кейтсу, Крису Бремнеру, Джандору, Адамме Эбо, Аданне Эбо, Заку Олькевичу и Орену Узилю. Крейг Вуд выступает в качестве монтажёра фильма.
В апреле 2024 года дата выхода фильма была снова перенесена на 13 декабря 2024 года, чтобы избежать конкуренции с другими крупными релизами. Перенос также связали с тем, что Sony рассматривает его как стратегический шаг, отражающий их высокий энтузиазм по поводу фильма. Режиссёр фильма отметил, что задержка позволила ему «проработать» персонажей и «уплотнить» сюжет, назвав повторные съёмки стратегическими и эффективными. Несмотря на провал фильма «Мадам Паутина», в Sony сохраняли оптимизм, считая, что «Крейвен-охотник» будет ближе по духу к фильмам о Веноме. Режиссёр неоднократно выражал мнение, что фильм сумеет удивить зрителей.

## Маркетинг
Sony представила первые кадры из фильма в «шоурил-ролике» на CinemaCon в апреле 2022 года. Первый трейлер был показан на стенде Sony в ходе выставки CinemaCon в апреле 2023 года. 19 июня 2023 года в свет были выпущены официальный постер и трейлер фильма. В тот же день компания Meloman опубликовала на YouTube официальный русскоязычный трейлер. 14 августа 2024 года вышел второй трейлер.

## Релиз
Премьера фильма в США состоялась 13 декабря 2024 года в формате IMAX. Ранее выход фильма был запланирован на 30 августа 2024 года, 6 октября 2023 года и на 13 января 2023 года.
В цифровом формате фильм выпустила Sony Pictures Home Entertainment 14 января 2025 года.

## Восприятие

### Прокат
Фильм «Крейвен-охотник» стал кассовым провалом. При бюджете в 110–130 миллионов долларов он собрал 24,8 миллиона долларов в США и Канаде и 36,1 миллионов долларов в других странах, что в общей сложности составило 60,9 миллиона долларов.
В США и Канаде «Крейвен-охотник» вышел в прокат одновременно с фильмом «Властелин колец: Война рохирримов» и, по прогнозам, должен был собрать 13–15 миллионов долларов в первые выходные в 3 211 кинотеатрах. В первый день фильм заработал 4,8 миллиона долларов, а затем дебютировал с результатом в 11 миллионов долларов, заняв третье место после лидеров проката — «Моана 2» и «Злая: Сказка о ведьме Запада».

### Отзывы критиков
Фильм был встречен кинокритиками негативно. На сайте-агрегаторе Rotten Tomatoes рейтинг фильма составляет 16 % на основании 155 рецензий критиков со средним баллом 3,9 из 10. «Консенсус критиков» сформулирован так: «Не заслужив никаких наград по причине заезженного сюжета и некачественных спецэффектов, „Крейвен-охотник“ в конечном итоге становится бумажным тигром». На сайте-агрегаторе Metacritic рейтинг фильма составляет 35 баллов из 100 возможных на основании 41 рецензии критиков, что соответствует «в целом отрицательным» отзывам.
Ливи Скотт из Inverse написала: «Неуклюжий, перегруженный сценарий, мутные визуальные эффекты и явно очевидный ADR утопили перспективную идею. Фильму не хватает доли иронии, чтобы стать значимым, и уверенности, чтобы довести свои самые амбициозные задумки до конца». Тим Роби из The Daily Telegraph поставил фильму одну звезду из пяти, написав: «Пора бы уже завершить парад суперзлодеев, супергероев или как они там теперь себя называют. Это дно».
Иэн Фрир из Empire оценил фильм на две звезды из пяти, написав: «Всё это выглядит далёким от золотых времен Чендора с «Пределом риска» и «Не угаснет надежда». За редкими исключениями, “Крейвен-охотник” — это вялая, уставшая и невыразительная супергеройская история». Питер Брэдшоу из The Guardian также поставил фильму 2 из 5 звёзд, отметив, что Чендор «справляется добротно, но того безумного драйва, который раньше делал супергеройский жанр таким зрелищным, здесь не видно. Крейвен — посредственный персонаж в посредственном фильме, и возрождение жанра супергероев кажется по-прежнему далёким». Гопинатх Раджендран из The Hindu написал: «Не только сюжет, тонкий как вафля, мучительно предсказуем, но и второстепенные персонажи, несмотря на то что их играют талантливые актёры, такие как обладательница премии “Оскар” Ариана Дебос, сводятся к однотипным марионеткам, которые почти ничего не добавляют в общее повествование».
Джесси Хассенджер из The A.V. Club поставил фильму оценку B-, написав: «Если все предыдущие фильмы этой едва связанной серии выглядели собранными в панике, то фильм Чендора выглядит собранным с большой уверенностью и долей стиля». Адам Грэм из The Detroit News сказал, что фильм «далёк от лучших представителей супергеройского жанра, но нетребовательные фанаты комиксов могут оценить эту добычу» и поставил ему оценку C+. Кевин Махер из The Times дал фильму три звезды из пяти, отметив: «Фильм остаётся абсурдным до самого конца, но никогда не становится менее увлекательным».

## Будущее
Чендор был готов снять второй и последний фильм с персонажем, основанный на сюжетной линии Kraven’s Last Hunt, в которой Крейвен противостоит Человеку-пауку. «Это, очевидно, очень трагично и печально… но персонаж, которого мы пытаемся создать, — это тот, кто реалистично мог бы, если этот фильм будет успешным, закончить в Last Hunt. Аналогичным образом, Тейлор-Джонсон выразил интерес к кроссоверу о Зловещей шестёрке. В декабре 2024 года, после прогнозируемого кассового провала фильма, сообщалось, что «Крейвен» станет последним фильмом во «Вселенной Человека-паука от Sony», положив конец любому шансу на продолжение или кроссовер, однако в позднем отчёте от Variety уточняется, что «Крейвен» является последним фильмом не о Веноме во франшизе.